# Войтюк, Сергей Николаевич
Серге́й Никола́евич Войтю́к (род. 10 декабря 1954) — советский футболист. Второй среди рекордсменов по количеству проведенных матчей за клуб. Мастер спорта.
Выступал в КФК за калининградскую команду «Рефтрансфлот». С 1978 по 1991 год играл за «Балтику», провёл 472 матча, забил 30 мячей.

## Достижения
- Победитель зональных турниров 2-й лиги СССР: 1984,
- Бронзовый призёр зональных турниров 2-й лиги СССР: 1987